# Stato di salute di Samuel Johnson
La salute di Samuel Johnson è stata al centro dell'analisi biografica e critica della sua vita. La sua storia clinica è ben documentata sia da parte di Johnson e dei suoi amici sia tramite quegli scritti che hanno permesso ai successivi studiosi e ai medici di dedurre una diagnosi delle affezioni sconosciute ai tempi di Johnson.
Le sue condizioni di salute ebbero "effetti dannosi sulla vita personale e professionale di Johnson" provocandogli verosimilmente la perdita dell'insegnamento in importanti scuole e portandolo "verso la meno appariscente occupazione di scrittore".

## Storia clinica

### Scrofula
Appena venuto alla luce, il piccolo Samuel non pianse e, avendo suscitato dubbi sul suo stato di salute, sua zia esclamò "che non lo avrebbero nemmeno raccolta dalla strada una povera creatura in quelle condizioni". Poiché si temeva che il bambino potesse morire, fu chiamato il vicario della chiesa di St. Mary affinché impartisse il Sacramento del Battesimo al piccolo. Come padrini vennero scelti: Samuel Swynfen, un medico laureato al Pembroke College di Oxford e Richard Wakefield, un avvocato, medico legale e segretario comunale di Lichfield.
Lo stato di salute di Johnson migliorò e fu messo a balia presso Joan Marklew. Durante questo periodo Johnson contrasse la scrofula, una malattia che a quel tempo era denominata the King's Evil ("il male del re" in inglese). Sir John Floyer, ex medico di Carlo II d'Inghilterra, consigliò che il piccolo Johnson per guarire ricevesse il tocco reale da parte della regina Anna, cosa che avvenne il 30 marzo 1712 nel St James'ss Lo stato di salute del piccolo Samuel migliorò e fu messo a balia presso Joan Marklew. Johnson ben presto contrasse la scrofola, una malattia che a quel tempo era denominata the King's Evil ("il male del re" in inglese), perché si pensava che i sovrani imponendo le mani fossero in grado di guarire tale patologia, capacità ereditata per la loro discendenza da Edoardo il Confessore, re inglese dal 1042 al 1066, che, secondo talune leggende, l'aveva ereditata da San Remigio, vescovo di Reims. Sir John Floyer, ex medico di Carlo II d'Inghilterra, consigliò che Johnson per guarire ricevesse il tocco reale da parte della regina Anna, cosa che avvenne il 30 marzo 1712. A Johnson venne consegnato, in ricordo dell'avvenimento, un nastro che egli dichiarò di aver indossato per il resto della sua vita. Tuttavia, il rituale non sortì effetto alcuno e Johnson fu sottoposto ad un intervento chirurgico che gli lasciò cicatrici permanenti su viso e corpo.

### Problemi della vista
Sin da piccolo, Johnson soffrì di disturbi alla vista, specie all'occhio sinistro, e ciò interferì con la sua istruzione. Da parte dei suoi contemporanei ci sono giunte notizie contraddittorie riguardo alla sua vista. Pare che Johnson fosse miope ma non usò mai gli occhiali che a quel tempo erano disponibili. Benché con l'età si aggravassero i suoi problemi visivi; tuttavia, la sua grafia rimase abbastanza leggibile.
Boswell incontrò per la prima volta Johnson nel 1763, quando Johnson aveva 54 anni, e notò che questi aveva gli occhi infiammati. Nelle lettere del 1773 Johnson scrisse,

"La febbre è cessata ma mi ha lasciato una grave infiammazione che ha ridotto la capacità visiva dell'occhio [destro]. . . . Il mio occhio è così offuscato che non riesco a leggere..."

### Paura di impazzire
Nel 1734, Johnson cominciò a temere di essere affetto da una malattia che lo avrebbe portato ad essere considerato un pazzo. Scrisse, in Latino, una lettera a Samuel Swynfen, suo padrino, chiedendogli informazioni circa la sua salute. Swynfen gli rispose "dai sintomi descrittimi, non posso pensare nulla di buono del disturbo se non che potrà sfociare in follia; e senza una adeguata cura potrebbe porre fine alle facoltà razionali." Questa risposta di Swynfen incrementrò ancor di più in Johnson la paura di diventare pazzo. Tuttavia, Swynfen subito dopo fece circolare la lettera di Johnson fra i conoscenti per mostrarne la "straordinaria acutezza, la capacità di indagine e l'eloquenza", ma questa azione fu così scovolgente per Johnson che non perdonò mai più Swynfen.
Boswell sosteneva che Johnson "si sentiva sopraffatto da una orribile malinconia, affetto da un continuo nervosismo, da irritabilitòà e intolleranza; con un senso di abbattimento, tristezza e disperazione che rendevano l'esistenza uno squallore
Johnson cercò di controllare per quanto possibile questo timore di divenir pazzo. Tuttavia, ci furono occasionali esplosioni che preoccuparono gli amici. Nel giugno 1766, Johnson si mise in ginocchio davanti a John Delap, un ecclesiastico, "supplicando Dio di conservargli l'uso della ragione" in un modo così "violento" che spinse Henry Thrale, amico di Johnson, ad "[alzare] involontariamente una mano per chiudergli la bocca". I coniugi Thrale temendo per la salute mentale dell'amico Johnson lo ospitarono nella loro residenza di Streatham Park nella speranza che si potesse riprendere. L'esperienza vissuta da Thrale è simile a molti altri casi, James Anderson riferisce che Adam Smith una volta raccontò:
 Pur essendo questo episodio simile a quello riferito da Thrale, Boswell ha scritto: "Ritengo che in questo racconto ci sia molta esagerazione, non certo da parte di Smith, che sappiamo essere un uomo fra i più sinceri, ma da parte di colui che gli riferì l'accaduto."
Quando Johnson non fu in grado di pagare i suoi debiti, iniziò a lavorare con scrittori professionisti identificandosi nella loro condizione. Durante questo periodo, Johnson fu testimone del declino nella "miseria e nel manicomio" di Christopher Smart e temette che avrebbe potuto fare la stessa misera fine. Scherzando sulla follia di Smart, sul fatto di scrivere per l'"Universal Visitor", Johnson affermò che lo faceva:"per il povero Smart, mentre era fuori di testa, pur non conoscendo le condizioni in base alle quali era stato assunto per scrivere ... Mi auguravo che rinsavisse. Io rinsavii e non scrissi più per l'Universal Visitor". La verità invece era che Johnson scrisse sull'Universal Visiter per un "atto di carità" verso il povero Smart.
Hester Thrale, nel suo British Synonymy Libro 2°, non scherzò sulla possibile follia di Johnson e sostenne, in una discussione sullo stato mentale di Smart, che Johnson era il suo "amico che temeva di essere avvelenato con una mela". Ella chiarì il suo pensiero riguardo a chi si riferisse quando nel suo diario Thraliana scrisse: "Non credo che il Re sia mai stato molto peggio di quanto lo sia il povero Dr Johnson, quando fantasticava che mangiando una mela si sarebbe ubriacato." Per Hester Thrale, a salvare Johnson dall'essere rinchiuso in manicomi—come accadde a Christopher Smart—fu la sua capacità a tenere per sé le sue preoccupazioni e le sue emozioni. Tuttavia, pare che Johnson abbia subito un trattamento specifico, probabilmente consistente in una costrizione con catenelle e lucchetto. John Wiltshire in seguito determinò che si ricorreva realmente a tali strumenti nei trattamenti a domicilio.

### Ictus
Il 17 Giugno 1783, Johnson subì un ictus derivante da cattiva circolazione e scrisse al suo vicino, Edmund Allen, che aveva perso la capacità di parlare. Due medici soccorsero Johnson che, due giorni dopo, riprese la capacità di parlare. Johnson considerò l'effetto benefico dell'ictus in quanto, a suo parere, ridusse in un certo modo gli effetti degli altri suoi problemi di salute:"I miei disturbi, sotto altri aspetti, sono meno del solito, la mia malattia, qualunque cosa fosse, sembra si sia concentrata in questo solo terribile effetto. Respiro facilmente, le costrizioni della gabbia toracica sono scomparse e le mie notti passano senza il solito senso di oppressione".

### Gotta
Johnson soffrì di quella che lui e i suoi medici etichettarono come gotta a partire dal 1775 quando aveva 65 anni, e successivamente altre crisi si verificarono nel 1776, 1779, 1781 e 1783. Johnson disse a William Boswles, nel 1783, che "la gotta mi ha trattato con maggior severità rispetto ad altre volte, comunque non si è mai presentata più in alto delle mie caviglie". Alcuni amici di Johnson ed anche il suo medico ritenevano che la gotta aiutasse Johnson a respirare. Comunque, si ricorse all'intervento chirurgico nella speranza di alleviare il dolore. L'intervento non curò la gotta ma Johnson tentò altri metodi come il mettere a mollo i piedi in acqua gelata; naturalmente questo sistema gli procurò altri problemi, ma lui sosteneva che i problemi della sua gotta erano cessati.
Le caratteristiche dell'insorgenza della gotta ed il fatto che la gotta fosse circoscritta solo alle caviglie di Johnson, unitamente alla confusione che si faceva a quei tempi tra artrite e gotta, hanno suggerito a Pat Rogers che questa affezione doveva consistere in un tipo di artrite degenerativa.

### Sarcocele
Nel 1782, Johnson si preoccupò per un tumore che era stato diagnosticato come un "sarcocele" (tumore del testicolo). Ciò gli causò grande sofferenza e si sottopose ad un intervento chirurgico che sembrò essere riuscito. Eppure l'affezione si ripresentò.

## Diagnosi postume
Le diverse biografie su Johnson hanno fornito elementi di prova per stilare diagnosi postume di Johnson. Prima degli scritti di Lawrence C. McHenry pubblicati nel 1967, molte delle azioni di Johnson e degli aspetti relativi alla sua salute furono contrassegnate come facenti parte della sua perdurante depressione. Fu solo in seguito che la depressione divenne una componente secondaria della sindrome di Tourette ed è stata questa diagnosi a divenire la spiegazione predominante per molti dei comportamenti di Johnson.

### Depressione
Sono svariati gli episodi di attacchi di depressione in Johnson o di ciò che lui stessa pensava fosse "pazzia". Come dice Walter Jackson Bate, "una delle ironie nella storia della letteratura è che il suo simbolo più convincente e autorevole del senso comune —della forte e al contempo fantasiosa padronanza della concreta realtà— avrebbe dovuto iniziare la sua vita da adulto, a venti anni, in uno stato di intensa ansietà e di sconcertata disperazione che, almeno dal suo punto di vista, sembrava l'inizio della pazzia vera e propria"". Dopo che dovette lasciare Pembroke College, Johnson cominciò a provare "sensazioni di intensa ansia" insieme con "sensazioni di disperazione totale" e stanchezza infinita.
Johnson disse all'amico John Paradise: "posso guardare l'orologio della piazza e non essere in grado di dire che ora segna". Al fine di superare queste sensazioni, Johnson cercò di essere impegnato in molteplici attività, ma ciò non sembrò essergli d'aiuto. Taylor, riflettendo sulle condizioni di Johnson, disse che Johnson "in certi momenti pensò di suicidarsi".

### La Sindrome di Tourette
Johnson presentava sintomi compatibili con diverse diagnosi descritte nel Diagnostic and Statistical Manual of Mental Disorders ed è ampiamente accettato che Johnson presentasse la Sindrome di Tourette (TS).
... Negli intervalli fra una frase e l'altra faceva vari suoni con la bocca, a volte emettendo un mezzo fischio, a volte schioccando la lingua contro il palato sembrava imitare il chiocciare di una gallina, talvolta sporgendo la lingua contro le gengive degli incisivi superiori emetteva rapidamente in un soffio il suono 'Too, too, too.' Tutto questo accompagnato qualche volta da uno sguardo pensoso, ma più spesso da un sorriso. In genere quando aveva concluso un periodo, nel corso di una controversia, quando arrivava il momento in cui si sentiva esaurito per la foga e il vociare, aveva l'abitudine di espirare in un modo che sembrava il soffio di una balena.
Ci sono altri aneddoti simili; in particolare, si diceva che Johnson agisse in tal modo sulle soglie delle porte, e Frances Reynolds sostiene che, quando si accompagnava "con la povera signora Anna Williams, una donna cieca che viveva con lui, le lasciava la mano e si metteva a girare su se stesso eseguendo i suoi gesti quando era sui gradini di una casa ". Quando la nipote di Christopher Smart, allora una ragazzina, gli chiese perché emettesse quei suoni e si comportasse in tal modo, Johnson rispose: "Per cattiva abitudine".

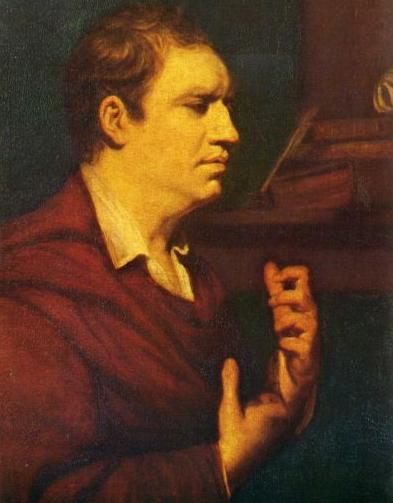
Gli "strani gesti" di Johnson in un dipinto di Joshua Reynold (1769)

Johnson era afflitto da svariati tic ed altri movimenti involontari; i sintomi descritti da Boswell ed altri fanno pensare che Johnson soffrisse della sindrome di Tourette). Nel 1994, J. M. S. Pearce analizzò —in un articolo pubblicato in Journal of the Royal Society of Medicine —i dettagli forniti da Boswell, Hester Thrale, ed altri, per cercare di capire la condizione psicofisica di Johnson. Rifacendosi alle suddette testimonianze, Pearce compilò una lista dei movimenti e dei tic atytribuiti a Johnson. In base a questo elenco, Pearce stabilì che era possibile che Johnson fosse affetto dalla sindrome di Tourette come descritta da Georges Gilles de la Tourette. Pearce concluse che il "caso del Dr Johnson risponde ai criteri attuali che definiscono la sindrome di Tourette; egli descrisse anche molti degli aspetti ossessivo-compulsivi e dei rituali associati con questa sindrome".
Pearce non fu il solo a diagnosticare in Johnson la sindrome di Tourette; nel 1967 Lawrence C. McHenry Jr fu il primo a diagnosticare questa sindrome in Johnson, ma lo fece nell'ambito di altre ricerche. Bisognerà aspettare la pubblicazione di Gilles de la Tourette Syndrome da parte di Arthur K. Shapiro perché fosse fatta una diagnosi precisa attraverso uno studio complessivo, con Shapiro che dichiara, "Samuel Johnson ... è l'esempio più notevole di un riuscito adattamento alla vita nonostante la sindrome di Tourette". T. J. Murray giunse alle stesse conclusioni in un saggio pubblicato nel 1979 sul British Medical Journal. Murray basò la sua diagnosi su diverse terstimonianze dei tic, delle "vocalizzazioni involontarie" e del "comportamento compulsivo" di Johnson".
In un'analisi del 2007, Thomas Kammer discute delle "prove documentate" dei tic di Johnson, arrivando alla conclusione che Johnson "era affetto dalla sindrome di Tourette. Secondo il neurologo Oliver Sacks, "il caso di Samuel Johnson affetto dalla sindrome, anche se [...] circostanziale, è molto evidente e, a mio avviso, del tutto convincente". Egli prosegue descrivendo la "notevole spontaneità, le battute e l'arguzia fulminante" che caratterizzarono la vita di Johnson. Tuttavia, Pearce scruta più a fondo nella biografia di Johnson e studia particolari momenti nella vita di Johnson che hanno dato maggior peso alla sua diagnosi e conclude:
Non è senza interesse che i periodici episodi di energia mentale, l'esplosione di inventiva e creatività, siano caratteristici di certi soggetti affetti dalla Tourette. Si può senza timore pensare che senza questa malattia i notevoli risultati in campo letterario conseguiti dal Dr Johnson, il grande dizionario, le sue discussioni filosofiche e le sue conversazioni non sarebbero mai esistite; e lo stesso Boswell, l'autore della più importante delle biografie, sarebbe rimasto un illustre sconosciuto.